# Dyrines ducke
Dyrines ducke is een spinnensoort in de taxonomische indeling van de Trechaleidae.
Het dier behoort tot het geslacht Dyrines. De wetenschappelijke naam van de soort werd voor het eerst geldig gepubliceerd in 2008 door J. E. Carico & E. L. C. Silva.